# USS Mount Whitney (LCC-20)
«Маунт Вітні» (англ. USS Mount Whitney (LCC/JCC 20)) — другий корабель управління класу «Блу Рідж», флагманський корабель 6-го флоту США.

## Історія
Вступив до ладу 16 січня 1971. Названий на честь гори Вітні, найвищої гори хребта Сьєрра-Невада у штаті Каліфорнія.
Брав участь в операціях в Атлантичному океані, Середземному, Карибському морях, Індійському океані. У 1994 брав участь в операції на Гаїті. З 2005 року — флагманський корабель 6-го флоту США, базується в італійському порту Гаета.

### 2008
У серпні 2008 року став першим кораблем НАТО, який доставив у порт Поті (Грузія) гуманітарні вантажі для постраждалих під час Російсько-грузинської війни 2008..
6 листопада 2008 не зміг увійти в порт Севастополя через анти-НАТОвські протести в місті, що проводило «проросійське населення» в кількості 50-80 осіб. Пізніше корабель таки увійшов у порт, але команда корабля не змогла вийти в місто через дії мітингувальників.

### 2011
З 19 березня 2011 року USS Mount Whitney виконує місію в Середземному морі як командне судно з забезпечення Резолюції Ради Безпеки ООН 1973 проти Лівії до передачі командування коаліції..

### 2014
3 лютого 2014 разом з есмінцем «Рамаж» прибув у Чорне море «у рамках стандартного військового планування для гарантії безпеки при проведенні Олімпійських ігор у Сочі».

### 2018
9 липня 2018 року, разом з есмінцем USS Porter (DDG-78) прибув у Чорне море, зокрема в порт м. Одеси для участі в багатонаціональних військових навчаннях Сі Бриз — 2018.

### 2021
29 жовтня прибув до Італії та був залучений до навчальних маневрів у Середземному морі. Бойові кораблі шостого флоту виконували завдання щодо забезпечення безпеки та стабільності.
1 листопада 2021 року взяв курс на Чорне море для проведення спільної операції для забезпечення безпеки та стабільності в регіоні й посилення взаємодії та співробітництва з кораблями країн-учасниць НАТО та партнерів.
За пару днів до того, 30 жовтня, до акваторії Чорного моря увійшов ракетний есмінець USS Porter (DDG-78).